# قلعه دیو دامی
قلعه دیو دامی مربوط به دوره اشکانیان - دوره ساسانیان است و در شهرستان میانه، بخش مرکزی، دهستان شیخ درآباد، ۲ کم شمال روستای دوزنان واقع شده و این اثر در تاریخ ۲۷ اسفند ۱۳۸۶ با شمارهٔ ثبت ۲۲۵۳۲ به‌عنوان یکی از آثار ملی ایران به ثبت رسیده است.